# 한국부동산개발협회
한국부동산개발협회(韓國不動産開發協會, Korea Developer Association, KODA)는 대한민국 부동산개발사업의 건전한 발전 및 부동산 개발 업계의 권익향상을 위해 설립된 법인이다. 서울특별시 강남구 테헤란로 305, 11층(한국기술센터)에 위치하고 있다.

## 설립근거
- 부동산개발업의 관리 및 육성에 관한 법률 제29조[1]

## 연혁
- 2004년 5월 17일: 한국디벨로퍼협회 창립준비위원회 결성
- 2005년 1월 10일: 한국디벨로퍼협회 창립 발기인 대회
- 2005년 5월 16일: 건설교통부 비영리사단법인 설립허가
- 2008년 4월 11일: 국토해양부 법정법인 설립인가

## 조직

### 총회
- 이사회

#### 회장
- 이사회
- 고

- 시·도회
  - 호남지회
  - 영남지회
  - 충청지회
- 위원회
  - 정책운영위원회
  - 교육윤리위원회
  - 홍보회원위원회
  - 국제금융위원회
- 추진단
  - 대외협력추진단
  - 도시재생추진단
- 인큐베이팅센터
- 민간공공개발협력센터
- 창조도시부동산융합최고위과정
- KODA골프동우회
- KODA등산동우회
- 사무처
  - 기획홍보팀
  - 협력사업팀
  - 정책팀